# Fritaja
Fritaja (slov. fritaja ili frtalja), tradicionalno istarsko jelo koje se priprema u Hrvatskoj i Sloveniji. Često se poslužuje u toplijem dijelu godine naročito u proljeće kad bujaju mnoge biljke poput divlje šparoge, hmelja, cikorije, rajčice, svježih mladica češnjaka i začina koji se mogu dodati jajima. Tijekom čitave godine fritaja se može spremati s pršutom, gljivama, kobasicama, bijelim ili crnim vinom. Količina sastojaka određuje se po volji.
Naziv potječe iz mletačkoga dijalekta fritaia što znači pržen.

## Varijante
Slično jelo poznato kao fritaja ili frtalja vrlo je popularno u zapadnoj Sloveniji (Primorskoj) u kojemu se osim varijante sa šparogama dodaje i različito bilje.

## Više informacija
- frittata (vrsta talijanskog omleta)

## Vanjske poveznice
- Fritaja s divljim šparogama